# Ione Skye
Ione Skye Leitch (Londra, 4 settembre 1970) è un'attrice britannica.

## Biografia
È la figlia del cantante scozzese Donovan e della modella statunitense di origine ebraica Enid Karl (nata Enid Stulberger). Fece il suo debutto cinematografico nel film dark I ragazzi del fiume (River's Edge) nel 1986, quindi ebbe il ruolo principale in The Rachel Papers (1989). La sua interpretazione più conosciuta è nel film del Non per soldi... ma per amore (Say Anything, 1989). Nel 1992 è Eleanor Grey nello show televisivo Covington Cross; appare in seguito in un episodio della serie Arrested Development (Ti presento i miei) nel ruolo di Mrs. Veal.

### Vita privata
All'età di 16 anni ebbe una relazione con il cantante dei Red Hot Chili Peppers Anthony Kiedis. La loro relazione terminò a causa del continuo uso di stupefacenti da parte del cantante. Più tardi nella casa che i due avevano condiviso morì di overdose il chitarrista dei Red Hot Chili Peppers, Hillel Slovak. Dal 1992 al 1995 è stata sposata con Adam Horovitz, membro dei Beastie Boys. Dal 2008 è moglie di Ben Lee.

## Filmografia

### Cinema
- I ragazzi del fiume (River's Edge), regia di Tim Hunter (1987)
- Extralunati (Stranded), regia di Fleming B. Fuller (1987)
- Le ragazze di Jimmy (A Night in the Life of Jimmy Reardon), regia di William Richert (1988)
- Non per soldi... ma per amore (Say Anything...), regia di Cameron Crowe (1989)
- La ragazza dei sogni (The Rachel Papers), regia di Damian Harris (1989)
- Cityscrapes, regia di Michael Becker - cortometraggio (1990)
- Mindwalk, regia di Bernt Amadeus Capra (1990)
- The Color of Evening, regia di Steve Stafford (1990)
- Samantha - il sorriso della vita (Samantha), regia di Stephen La Rocque (1991)
- Deserto di Laramie (Gas Food Lodging), regia di Allison Anders (1992)
- Fusi di testa (Wayne's World), regia di Penelope Spheeris (1992)
- Guncrazy, regia di Tamra Davis (1992)
- Four Rooms, regia collettiva (1995) - (segmento "The Missing Ingredient")
- Cityscrapes: Los Angeles, regia di Michael Becker (1996)
- Il sogno di Frankie (Dream for an Insomniac), regia di Tiffanie DeBartolo (1996)
- The Size of Watermelons, regia di Kari Skogland (1996)
- Complice la notte (One Night Stand), regia di Mike Figgis (1997)
- Went to Coney Island on a Mission from God... Be Back by Five, regia di Richard Schenkman (1998)
- Mascara, regia di Linda Kandel (1999)
- Jump, regia di Justin McCarthy (1999)
- Gonne al bivio (But I'm a Cheerleader), regia di Jamie Babbit (1999)
- Moonglow, regia di Dennis Christianson (2000)
- The Good Doctor, regia di Kenneth Orkin - cortometraggio (2000)
- Men Make Women Crazy Theory, regia di Zoe Cassavetes - cortometraggio (2000)
- Southlander: Diary of a Desperate Musician, regia di Steve Hanft (2001)
- Chicken Night, regia di Lisa Ginsburg - cortometraggio (2001)
- Free, regia di Andrew Avery (2001)
- Angryman, regia sconosciuta (2001)
- Dry Cycle, regia di Isaac H. Eaton (2003)
- L'amore in gioco (Fever Pitch), regia di Peter e Bobby Farrelly (2005)
- The Lather Effect, regia di Sarah Kelly (2006)
- Zodiac, regia di David Fincher (2007)
- My Father's Will, regia di Fred Manocherian (2009)
- Return to Babylon, regia di Alex Monty Canawati (2013)
- Haunt, regia di Mac Carter (2013)
- Day Out of Days, regia di Zoe Cassavetes (2015)
- Monsters, regia di Steve Desmond - cortometraggio (2015)
- Ingrid, regia di Abigail Bean - cortometraggio (2015)
- Kitty, regia di Chloë Sevigny - cortometraggio (2016)
- The Homeless Billionaire, regia di Fred Manocherian (2016)
- Dear Eleanor, regia di Kevin Connolly (2016)
- XOXO, regia di Christopher Louie (2016)
- Una pericolosa ossessione (Heartthrob), regia di Chris Sivertson (2017)
- West Of Time, regia di Michael DeAngelo - cortometraggio (2017)

#### Televisione
- Napoleone e Giuseppina (Napoleon and Josephine: A Love Story) – miniserie TV, 3 puntate (1987)
- La Brea – serie TV, stagione 1 (2021)
- Lo scontro (Beef) – serie TV, episodio 1x08 (2023)

## Doppiatrici italiane
Nelle versioni in italiano delle opere in cui ha recitato, Ione Skye è stata doppiata da:
- Eleonora De Angelis ne I ragazzi del fiume
- Roberta Pellini in Non per soldi... ma per amore
- Ilaria Stagni in Fusi di testa
- Giuppy Izzo in Four Rooms
- Gilberta Crispino in Private Practice
- Beatrice Margiotti in XOXO